# 八卦神探
《八卦神探》（英語：Officer Geomancer；前名《牛頭愛搭馬嘴》），為香港電視廣播有限公司拍攝的時裝偵探喜劇。此劇由李思捷及萬綺雯領銜主演，並由梁烈唯、朱晨麗、羅樂林、楊詩敏、鄭俊弘及羅蘭聯合演出，監製張乾文。
此劇為第18屆香港國際影視展中無綫電視所推介的十九部劇集之一、2014中國國際影視展中無綫電視所推介的二十五部劇集之一，亦是蔡慧欣於退出娛樂圈前之告別作。

## 演員表

### 重案組
| 演員           | 角色                                                                      | 暱稱／關係 |
| 朱咪咪         | 方圓圓                                                                    | Tina、圓咕嚕、癲娜 總督察 車季菲之上司 夏文值之上司，並鍾情其 董綽之舊同學兼冤家，後和好                                                                        |
| 萬綺雯         | 車季菲                                                                    | 季菲、貴妃娘娘、娘娘（薛丹仁專稱） 督察 薛丹仁之上司，後爲其女友 方圓圓之下屬 參見車家                                                                          |
| 何沛霖（童年） | 薛丹仁                                                                    | Sit Down、阿Dee、仁哥哥、仁仔 警長，精通風水 莊夢蝶之子 方圓圓之下屬 車季菲之下屬，後爲其男友 梁醒裘、夏文值之同居好友 於第20集因用盡身上所有銅錢而昏迷，後甦醒 |
| 李思捷         | 薛丹仁                                                                    | Sit Down、阿Dee、仁哥哥、仁仔 警長，精通風水 莊夢蝶之子 方圓圓之下屬 車季菲之下屬，後爲其男友 梁醒裘、夏文值之同居好友 於第20集因用盡身上所有銅錢而昏迷，後甦醒 |
| 莊白石         | 著名玄學大師 莊夢蝶之父 薛丹仁之外公 已去世，在薛丹仁和車季菲的夢境裡出現 | |
| 羅樂林         | 夏文值                                                                    | 阿值、值哥哥、鍋鏟大俠 高級警員 方圓圓之下屬兼鍾情對象 車季菲之下屬 薛丹仁、梁醒裘之同居好友 董綽之鍾情對象 會說台語 口頭禪為「哀爸哭媽」 名字影射夏文汐        |
| 朱晨麗         | 鐵良芷                                                                    | 良芷 警員／鐵石琛國術館大師姐 方圓圓、車季菲之下屬 鐵石琛之女 梁醒裘之女友，後分手 查淦萊之暗戀對象，最後爲其妻 名字諧音鐵娘子                                  |
| 林秀怡         | 曾可宜                                                                    | 可宜 警員 方圓圓、車季菲之下屬 田聰之女友 |
| 陳志健         | 韓 星                                                                     | 阿星 警員 方圓圓、車季菲之下屬 香俏之男友 |

### 茶冰室
| 演員           | 角色   | 暱稱／關係 |
| 夏 萍          | 花 拉  | 老闆娘 |
| 吳諾弘（少年） | 梁醒裘 | 吹水波、大炮、阿裘 外賣員／《喜報》老闆／鐵石琛國術館師弟 薛丹仁、夏文值之同居好友 蘇倩敏之好友，曾被其迷戀 鐵良芷之男友，後分手 車季美之好友兼暗戀對象，最後爲其夫 於第15集被袁尚風綁架，後被夏文值救活 |
| 梁烈唯         | 梁醒裘 | 吹水波、大炮、阿裘 外賣員／《喜報》老闆／鐵石琛國術館師弟 薛丹仁、夏文值之同居好友 蘇倩敏之好友，曾被其迷戀 鐵良芷之男友，後分手 車季美之好友兼暗戀對象，最後爲其夫 於第15集被袁尚風綁架，後被夏文值救活 |
| 陳榮峻         | 麥乃生 | 嘜哥、牛奶嘜 社團老大／熟客 |
| 關浩揚         |        | 麥乃生手下 |
| 王致迪         |        | 麥乃生手下 |
| 麥嘉倫         | 陸思興 | 計 名字諧音六師兄 |
| 方紹聰         | 邵孝參 | 燒烤叉 計 |
| 江富強         | 馬蛟龍 | 計 |
| 王志康         |        | 計 |

### 《喜報》
| 演員   | 角色   | 暱稱／關係                                                             |
| 麥玲玲 | 董 綽  | Sofia、蘇肥 總編 鍾情夏文值 方圓圓之舊同學兼冤家，後和好 名字諧音董卓  |
| 楊詩敏 | 車季美 | May May、麻糬波波、七彩皮蛋 記者／鐵石琛國術館師妹 董綽之下屬 參見車家 |
| 江榮暉 | 管保羅 | 管家婆 記者 董綽之下屬                                                 |
| 吳沚默 | 香 俏  | 香蕉、Jill 記者／前歌手 董綽之下屬 韓星之女友                          |
| 張明偉 | 田 聰  | 記者 董綽之下屬 曾可宜之男友                                           |
| 姚浩政 | 陸永權 | 阿權 記者 董綽之下屬                                                   |

### 車家
| 演員   | 角色   | 暱稱／關係 |
| 黃栢文 | 車栢文 | 車季菲、車季美、車季君之父 客串於第20集                                                                        |
| 程可為 | 美     | 車栢文之妻 車季菲、車季美、車季君之母 客串於第20集                                                             |
| 萬綺雯 | 車季菲 | 季菲、貴妃娘娘 車栢文之長女 車季美、車季君之姊 參見重案組                                                      |
| 楊詩敏 | 車季美 | May May、麻糬波波、七彩皮蛋 車栢文之次女 車季菲之妹 車季君之姊 梁醒裘之好友並暗戀其，最後爲其妻子 參見《喜報》 |
| 鄭俊弘 | 車季君 | 車仔 攝影師 車栢文之幼子 車季菲、車季美之弟 蘇倩敏之男友                                                       |

### 與案件有關的人物

#### 銀行劫案（第1集）
| 演員   | 角色    | 暱稱／關係                     |
| 林子善 |         | 劫匪 於第1集脅持薛丹仁，後被捕 |
| 何佩珉 | Johnson | 劫匪 於第1集被捕               |
| 司徒暉 | Bosco   | 劫匪 於第1集脅持夏文值，後被捕 |

#### 智破失蹤（第1－2集）
| 演員   | 角色   | 暱稱／關係                                                                 |
| 陳婉婷 | 張愛琳 | 陳兆娥之女 張天豪之繼女 戴宇軒之女友 於第1集懷孕後與戴宇軒私奔 於第2集回家 |
| 呂 珊  | 陳兆娥 | 張愛琳之母 誤以為丈夫和女兒有染                                            |
| 鍾志光 | 張天豪 | 富豪 陳兆娥之夫 張愛琳之繼父                                               |
| 黃得生 | 戴宇軒 | 張愛琳之男友 於第1集和張愛琳私奔並假裝綁架                                 |
| 吳香倫 | 師 奶  |                                                                            |
| 張青雲 | 師 奶  |                                                                            |
| 林靜儀 | 師 奶  |                                                                            |

#### 校園怪事（第2－6集）
| 演員           | 角色   | 暱稱／關係 |
| 范振鋒         | 朱潤輝 | Simon、豬膶輝 大學教授 車季菲之前大學臨床心理學系同學，曾為其演奏鋼琴並鍾情其 危澄之前男友 蘇倩敏之暗戀對象，但拒絶其 石翹之怨恨對象 被楊劍洪利用電郵和小型炸彈恐嚇 於第3集被石翹、楊劍洪聯手綁架 於第6集險被石翹殺害，後獲救並離開香港前往澳洲                                                |
| 莊錠欣（少年） | 石 翹  | 珠女 大學保安主任／女同性戀者 原名陳麗珠 童年曾被人強姦從而性格變得自閉和怨恨男人 多年前推危國威出馬路導致其被撞死 癡戀危澄，並被其利用 怨恨朱潤輝，唆擺蘇倩敏誣陷其性侵 於第3集綁架朱潤輝 於第4集殺害葉國精 於第5集殺害楊劍洪 於第6集刺傷危澄並棄置其於浴缸及打傷薛丹仁，後被捕並判處終身監禁 |
| 周寶霖         | 石 翹  | 珠女 大學保安主任／女同性戀者 原名陳麗珠 童年曾被人強姦從而性格變得自閉和怨恨男人 多年前推危國威出馬路導致其被撞死 癡戀危澄，並被其利用 怨恨朱潤輝，唆擺蘇倩敏誣陷其性侵 於第3集綁架朱潤輝 於第4集殺害葉國精 於第5集殺害楊劍洪 於第6集刺傷危澄並棄置其於浴缸及打傷薛丹仁，後被捕並判處終身監禁 |
| 蔡思貝         | 蘇倩敏 | 大學生 曾追求朱潤輝，後被石翹唆擺誣陷其性侵 參見其他演員 |
| 朱梓翹（童年） | 危 澄  | 電影《殺回家》真正編劇 曾入住「兒童之家」孤兒院 危國威之女，少年曾被其性侵犯 朱潤輝、楊劍洪之前女友 被石翹癡戀，並將其利用 於第6集因向警方告密而被石翹刺至重傷導致下身癱瘓 |
| 李君妍         | 危 澄  | 電影《殺回家》真正編劇 曾入住「兒童之家」孤兒院 危國威之女，少年曾被其性侵犯 朱潤輝、楊劍洪之前女友 被石翹癡戀，並將其利用 於第6集因向警方告密而被石翹刺至重傷導致下身癱瘓 |
| 林敬剛         | 楊劍洪 | 大學校巴司機／前警員 危澄之前男友，因其而被警方辭去 因怨恨朱潤輝搶奪危澄，而與其發生爭執並利用電郵和小型炸彈恐嚇他 被石翹陷害，並被其利用聯手綁架朱潤輝 於第4集失蹤 於第5集被石翹用廢氣殺害 |
| 陳康健         | 葉國精 | 電影導演 吹噓其是電影《殺回家》的編劇 於第4集被石翹用燈曬死 |
| 邵卓堯         | 危國威 | 危澄之父，性侵犯其 多年前被石翹推出馬路而被車撞死 |
| 李旻芳         | Wakaka | 葉國精之情婦 |
| 楊瑞麟         |        | 校巴站長 |
| 張韋怡         |        | 蘇倩敏之同學 |
| 梁 茵          |        | 蘇倩敏之同學 |
| 鍾 麗          |        | 蘇倩敏之同學 |
| 王靖怡         |        | 蘇倩敏之同學 |

#### 失槍失憶／氣槍傷人案（第8－9集）
| 演員   | 角色   | 暱稱／關係 |
| 朱咪咪 | 方圓圓 | Tina、圓碌碌、癲娜 於第8集在後巷被撃暈而失憶並被盜佩槍，後被蕉皮摔倒後康復 於第8集險被魯聰槍傷，後在冰箱找回佩槍 參見重案組         |
| 羅樂林 | 夏文值 | 值哥哥 於第8集為方圓圓擋子彈而被魯聰槍傷，後康復 參見重案組                                                                         |
| 周 驄  | 魯 聰  | 聰伯、神鎗手 「周伯通老人院」之院友 魯邦之爺爺 沉迷玩警方的槍械 於第8集推暈方圓圓致其失憶，後欲想槍傷其但不幸射中夏文值 於第9集被捕 |
| 譚永浩 | 魯 邦  | 魯聰之孫 經常去遊戲場所玩野戰遊戲 以活人作戰靶並用氣槍槍傷途人 於第9集被捕 角色名字同：魯邦                                         |
| 陳勉良 | 佘子明 | 蛇仔明 方圓圓之前線人 |

#### 喪屍驚魂（第9－11集）
| 演員   | 角色   | 暱稱／關係 |
| 陳國峰 | 杜明亮 | 阿亮、杜生 戰地記者 受溫易指使，注射喪屍藥而變成喪屍 溫文詩之男友，為其報仇 被Aaron利用並威脅販毒 於第10集咬死馬彬晨、Cyrus、Aaron 於第11集咬死狄志力，後被捕                   |
| 狄易達 | 狄志力 | Derek 「High Gallery」畫廊老闆，實用其名來販毒 梁醒裘之死黨 杜明亮之好友，後為怨恨對象 曾被Aaron唆擺強姦溫文詩，但後來良心發現而沒有參與其中 於第11集被杜明亮咬傷後傷重不治死亡 |
| 謝東閔 | Cyrus  | 「High Gallery」畫廊老闆，實用其名來販毒 杜明亮之好友，後為怨恨對象 曾強姦溫文詩 於第10集被貓叔打傷，後被杜明亮咬死                                                             |
| 李晉強 | 馬彬晨 | Benson 「High Gallery」畫廊老闆，實用其名來販毒 杜明亮之好友，後為怨恨對象 曾強姦溫文詩 於第9集搶走車季美的手袋 於第10集被杜明亮綁架，後被其咬死                                |
| 溫家偉 | Aaron  | 「High Gallery」畫廊老闆，實用其名來販毒 杜明亮之好友，後為怨恨對象 利用並威脅杜明亮販毒 曾強姦溫文詩 於第10集被杜明亮綁架，後被其咬死                                          |
| 曾守明 | 溫 易  | 溫生 前藥劑師 溫文詩之父 指使杜明亮服用喪屍藥為溫文詩報仇 於第11集被捕 中文全名諧音「瘟疫」                                                                                     |
| 曾建怡 | 溫文詩 | 文詩、阿詩 杜明亮之女友 李華芝之好友 被Cyrus、馬彬晨、Aaron強姦後跳樓自殺 |
| 陳潔玲 |        | 「High Gallery」畫廊職員 |
| 利穎怡 | CoCo   | 於第9集目睹杜明亮咬人的經過並告密給警方 |
| 陳狄克 | 貓 叔  | 社團老大 於第10集指使手下打傷Cyrus |
| 郭千瑜 | 李華芝 | 溫文詩之好友 |

#### 仇人回歸（第13－15集）
| 演員           | 角色       | 暱稱／關係 |
| 朱樂洺（青年） | 成在天     | 成生、在天 「在天集團」老闆／「重生力量青年營」創辦人 袁珍妮之一夜情對象，曾與其發生性關係 袁尚風之父 梁醒裘之殺父仇人，後和好 協助袁尚風毀屍滅跡時被嚴彩兒目睹 於第14集開車撞死嚴彩兒 於第15集被捕，後被判終身監禁 於第16集把當年欺騙梁醒裘父親的錢還給梁醒裘 |
| 曾航生         | 成在天     | 成生、在天 「在天集團」老闆／「重生力量青年營」創辦人 袁珍妮之一夜情對象，曾與其發生性關係 袁尚風之父 梁醒裘之殺父仇人，後和好 協助袁尚風毀屍滅跡時被嚴彩兒目睹 於第14集開車撞死嚴彩兒 於第15集被捕，後被判終身監禁 於第16集把當年欺騙梁醒裘父親的錢還給梁醒裘 |
| 李 豪          | 袁尚風     | 阿風 語言障礙患者 利用人的脂肪製作肥皂 成在天、袁珍妮之私生子 梁醒裘之助手 於第13集殺害祝致杰、蔡嘉琪、許盈盈 於第14集綁架蘇倩敏、車季君 於第15集被余嘉勇（鍾愷瑜）殺害                                                                                          |
| 陳倩揚         | 嚴彩兒     | Suki 成在天秘書／「重生力量青年營」負責人，實為引誘青年賣淫 曾目睹成在天、袁尚風毀屍滅跡 於第14集追殺車季君、蘇倩敏及梁醒裘，後被成在天開車撞死 |
| 邱美薇         | 袁珍妮     | Jenny 妓女 袁尚風之母 曾與成在天發生性關係並懷有袁尚風，生下其後不久後去世 |
| 魏焌皓         | 祝致       | 仔 青年營營友 雷蕾之男友 於第13集被袁尚風殺害後被切下手泡熟再丟掉 |
| 陳亭嘉         | 雷 蕾      | 祝致之女友 |
| 鄭俊弘         | 車季君     | 車仔 青年營營友 於第14集被嚴彩兒追殺，後獲救 參見車家 |
| 蔡思貝         | 蘇倩敏     | 阿敏 青年營營友 於第14集被嚴彩兒追殺期間被袁尚風綁架，後於第15集獲救 參見其他演員 |
| 朱斐斐         | 蔡嘉琪     | 青年營營友 取笑袁尚風 於第13集被袁尚風殺害後泡熟再棄屍 |
| 楊家寶         | 許盈盈     | 青年營營友 取笑袁尚風 於第13集被袁尚風殺害後泡熟再棄屍 |
| 周麗欣         |            | 青年營營友 |
| 趙璧渝         |            | 青年營營友 |
| 白 雲          |            | 青年營營友 |
| 趙樂賢         |            | 成在天之助手 |
| 黃建東         |            | 成在天之代表律師 於第16集受成在天之託，把當年欺騙梁醒裘父親的錢還給梁醒裘 |
| 莫偉文         | 快餐店老闆 | 曾目睹袁尚風被蔡嘉琪、許盈盈欺凌 |

#### 生死未卜（第12－20集）
| 演員             | 角色                                                                             | 暱稱／關係 |
| 唐子輝（童年）   | 余嘉勇                                                                           | Shirley、鍾姑娘、勇仔 變性後爲鍾愷瑜 社工／男同性戀者／前美國唐人街餐館職員 余民威之子 童年時爲薛丹仁之好友，並暗戀其 多年前因被親戚虐待而放火燒死他們 一年前殺害鍾愷瑜，並拿她的錢去整容及變性冒充她 於第12集登場並利用鐘愷瑜身份接近薛丹仁 於第15集殺害袁尚風 於第17集被莫克華脅持 於第18集槍殺莫克華，後砸死高米高 於第19集利用薛丹仁及撞傷夏文值並搶走指紋報告 於第20集綁架車季菲並為其註射肌肉硬化劑，後被薛丹仁誤殺 |
| 李澤鋒（變性前） | 余嘉勇                                                                           | Shirley、鍾姑娘、勇仔 變性後爲鍾愷瑜 社工／男同性戀者／前美國唐人街餐館職員 余民威之子 童年時爲薛丹仁之好友，並暗戀其 多年前因被親戚虐待而放火燒死他們 一年前殺害鍾愷瑜，並拿她的錢去整容及變性冒充她 於第12集登場並利用鐘愷瑜身份接近薛丹仁 於第15集殺害袁尚風 於第17集被莫克華脅持 於第18集槍殺莫克華，後砸死高米高 於第19集利用薛丹仁及撞傷夏文值並搶走指紋報告 於第20集綁架車季菲並為其註射肌肉硬化劑，後被薛丹仁誤殺 |
| 趙希洛           | 余嘉勇                                                                           | Shirley、鍾姑娘、勇仔 變性後爲鍾愷瑜 社工／男同性戀者／前美國唐人街餐館職員 余民威之子 童年時爲薛丹仁之好友，並暗戀其 多年前因被親戚虐待而放火燒死他們 一年前殺害鍾愷瑜，並拿她的錢去整容及變性冒充她 於第12集登場並利用鐘愷瑜身份接近薛丹仁 於第15集殺害袁尚風 於第17集被莫克華脅持 於第18集槍殺莫克華，後砸死高米高 於第19集利用薛丹仁及撞傷夏文值並搶走指紋報告 於第20集綁架車季菲並為其註射肌肉硬化劑，後被薛丹仁誤殺 |
| 鍾愷瑜           | 美國唐人街餐館老闆娘 一年前被余嘉勇殺害，並成為其整容的對象 拆掉餐館時發現其骸骨 | |
| 胡渭康           | 莫克華                                                                           | 戀童癖者／殺人犯 1971年出生 於1994年為綁架薛丹仁及殺害余民威的真兇 於第16集逃獄 於第17集脅持余嘉勇 於第18集被薛丹仁槍傷，後被余嘉勇槍殺 |
| 林 偉            | 余民威                                                                           | 威水叔叔、阿威、余Sir 1951年出生，1994年逝世 葬於浩園 前重案組警長 余嘉勇之父 薛丹仁之契爺 於1994年因救薛丹仁而被莫克華殺害 |
| 周子揚           | 高米高                                                                           | Michael 於第18集強姦余嘉勇時掙扎成功而被余嘉勇用啤酒瓶砸死 |
| 何俊軒           |                                                                                  | 酒吧客人 |

### 其他演員
| 演員       | 角色      | 暱稱／關係                                                                                  |
| 羅 蘭      | 莊夢蝶    | 莊居士 風水師 莊白石之女 薛丹仁之母 針對車季菲，後和好                                      |
| 翟威廉     | 查淦萊    | Roy、揸金萊、得意 鑑證科督察／鐵石琛國術館教練 鐵良芷之男友，最後爲夫 討好鐵石琛            |
| 蔡思貝     | 蘇倩敏    | 大學生 梁醒裘之好友，曾迷戀其 車季君之女友 參見校園怪事（第2－6集）、仇人回歸（第13－15集） |
| 張國強     | 鐵石琛    | 鐵石琛國術館老闆 鐵良芷之父 欣賞查淦萊 針對梁醒裘                                           |
| 楊證樺     | 麥迪信    | 議員 車季美之相親對象 Chin Chin之情夫                                                       |
| 陳芷尤     | Chin Chin | 孕婦 麥迪信之情婦，懷孕後被其拋棄                                                           |
| 曾健明     |           | 銀行客人                                                                                    |
| 戴耀明     | 惡 霸     |                                                                                             |
| 游莨維     | 姣婆Joe   | 變態 梁醒裘之男童院室友                                                                     |
| 蘇恩磁     | 華姑娘    |                                                                                             |
| 郭栢榮     | 洋 人     |                                                                                             |
| 吳幸美     |           | 「四處張望」主持                                                                            |
| 尹詩沛     | 港 女     | 茶冰室客人                                                                                  |
| 黃俊紳     | 港 男     | 茶冰室客人                                                                                  |
| Joe Junior |           | 四大天王 相士（客串）                                                                       |
| 李海生     |           | 四大天王 相士（客串）                                                                       |
| 李岡龍     |           | 四大天王 相士（客串）                                                                       |
| 招石文     |           | 四大天王 相士（客串）                                                                       |

## 軼事
- 此劇第一男主角原由歐陽震華擔任，後因檔期問題辭演，改由李思捷擔任。[1]
- 2013年11月13日：此劇於12:30在將軍澳電視廣播城一廠灰位舉行試造型記者會。
- 2014年12月13日：此劇於13:00在馬鞍山新港城中心L2天幕廣場舉行「勇闖八卦陣」宣傳活動。
- 2014年12月22日：此劇於將軍澳九龍皇冠假日酒店與《醋娘子》的一眾演員在酒店宴會廳舉行「醋娘子x八卦神探 聯歡party」晚宴。
- 2015年1月5日：此劇於13:00在葵芳新都會廣場L3天晶館舉行「八出愛火花」宣傳活動。

## 收視
以下為本劇於香港無綫電視翡翠台、高清翡翠台之收視紀錄：
| 週次 | 集數   | 日期                         | 平均收視 | 最高收視 |
| 1    | 1－4   | 2014年12月16日－12月19日     | 24點     | 25點     |
| 2    | 5－9   | 2014年12月22日－12月26日     | 24點     | 26點     |
| 3    | 10－14 | 2014年12月29日－2015年1月2日 | 24點     | 26點     |
| 4    | 15－20 | 2015年1月5日－1月9日         | 25點     | 29點     |
| 全劇 | 全劇   | 全劇                         | 24點[*]  | 29點     |

^ 全劇平均收視為24.3點。

## 獎項

### 萬千星輝頒獎典禮2015
| 獎項               | 單位                 | 結果 |
| ------------------ | -------------------- | ---- |
| 最佳劇集           | 八卦神探             | 提名 |
| 最佳男主角         | 李思捷               | 提名 |
| 最佳女配角         | 羅 蘭                | 提名 |
| 最受歡迎電視男角色 | 梁烈唯               | 提名 |
| 飛躍進步男藝員     | 翟威廉               | 提名 |
| 飛躍進步女藝員     | 朱晨麗               | 提名 |
| 最受歡迎劇集歌曲   | 造反（主唱：鄭俊弘） | 提名 |

## 迴響
該劇集大結局中李思捷的演技在坊間惹來極大迴響。不少人都認為李的演技過於浮誇。

## 外部連結
- 八卦神探 - myTV SUPER[]

## 電視節目的變遷
| 香港無綫電視翡翠台、高清翡翠台 星期一至五 21:30－22:30時段 | 香港無綫電視翡翠台、高清翡翠台 星期一至五 21:30－22:30時段                                                                                             | 香港無綫電視翡翠台、高清翡翠台 星期一至五 21:30－22:30時段                                                                                               |
| --- | --- | --- |
| | 八卦神探 （第1－18集） （2014年12月16日－2015年1月8日）                                                                                                | |
| 名門暗戰 （第13－28集） 星期一至五 （2014年11月20日－2014年12月11日） 名門暗戰（大結局） （香港首播版第29集，原裝版第29－30集） 星期五 （2014年12月12日）（20:45－22:45） 萬千星輝頒獎典禮2014 星期一 （2014年12月15日）（20:00－22:35） | 八卦神探（大結局） 星期五 （香港首播版第19集，原裝版第19－20集） （2015年1月9日）（20:30－22:30） 師奶MADAM 星期一至五 （2015年1月12日－2015年2月6日） | |
| 香港無綫電視翡翠台、高清翡翠台 星期五 20:30－22:30時段 | | |
| 宦海奇官 （第1－9集） 星期一至五 （2014年12月29日－2015年1月8日）（20:30－21:30） 八卦神探 （第1－18集） 星期一至五 （2014年12月16日－2015年1月8日）（21:30－22:30）                                                                     | 八卦神探（大結局） （香港首播版第19集，原裝版第19－20集） （2015年1月9日）                                                                             | 宦海奇官 （第10－19集） 星期一至五 （2015年1月12日－2015年1月23日）（20:30－21:30） 師奶MADAM 星期一至五 （2015年1月12日－2015年2月6日）（21:30－22:30） |

| 澳洲 TVBJ 20:15－21:15時段                 | 澳洲 TVBJ 20:15－21:15時段                 | 澳洲 TVBJ 20:15－21:15時段 |
| ------------------------------------------ | ------------------------------------------ | -------------------------- |
|                                            | 八卦神探 （2014年12月17日－2015年1月12日） |                            |
| 名門暗戰 （2014年11月4日－2014年12月15日） | 師奶MADAM （2015年1月13日－2015年2月9日）  |                            |

| 星和娛家戲劇台 劇集首映 星期一至五 20:00－21:00時段 | 星和娛家戲劇台 劇集首映 星期一至五 20:00－21:00時段 | 星和娛家戲劇台 劇集首映 星期一至五 20:00－21:00時段 |
| --------------------------------------------------- | --------------------------------------------------- | --------------------------------------------------- |
|                                                     | 八卦神探 （2015年3月25日－2015年4月21日）           |                                                     |
| 再戰明天 （2015年2月25日－2015年3月24日）           | 宦海奇官 （2015年4月22日－2015年5月20日）           |                                                     |

| Astro華麗台、Astro華麗台HD 星期一至五 20:30－21:30時段 | Astro華麗台、Astro華麗台HD 星期一至五 20:30－21:30時段 | Astro華麗台、Astro華麗台HD 星期一至五 20:30－21:30時段 |
| ------------------------------------------------------ | ------------------------------------------------------ | ------------------------------------------------------ |
|                                                        | 八卦神探 （2015年9月21日－2015年10月16日）             |                                                        |
| 點金勝手 （2015年8月10日－2015年9月18日）              | 醋娘子 （2015年10月19日－2015年11月13日）              |                                                        |

| 马来西亚 八度空間 每逢星期一至五 19:00－19:56 | 马来西亚 八度空間 每逢星期一至五 19:00－19:56 | 马来西亚 八度空間 每逢星期一至五 19:00－19:56 |
| --------------------------------------------- | --------------------------------------------- | --------------------------------------------- |
|                                               | 八卦神探 （2016年10月18日－2016年11月14日）   |                                               |
| 點金勝手 （2016年9月6日－2016年10月17日）     | 宦海奇官 （2016年11月15日－2016年12月6日）    |                                               |